# Benoît Millot
Benoît Millot (Châtenay-Malabry, 10 de enero de 1982 ) es un árbitro de fútbol francés. Ha estado en FIFA y UEFA desde 2014. También ha dirigido partidos en la Ligue 1 desde 2011. 

## Trayectoria
Ascendió a la Ligue 1 en 2011, a la edad de 29 años, lo que lo convirtió en uno de los árbitros más jóvenes de la Ligue 1. 
En enero de 2014, el número de árbitros internacionales franceses aumentó de 9 a 10, lo que le permitió ser promovido a árbitro internacional.
El 13 de agosto de 2011, Millot dirigió su primer partido en la primera división francesa, cuando el FC Sochaux perdió 1–2 ante el SM Caen. Durante este partido, el árbitro una vez sacó la tarjeta amarilla. El francés hizo su debut internacional durante un partido entre el FC Koper y el Neftçi Baku en el segundo partido de la UEFA Europa League; terminó en 0-2 para Neftçi. Millot sacó seis tarjetas amarillas, una de las cuales significaba la segunda tarjeta amarilla para el mismo jugador. Dirigió su primer partido internacional el 25 de mayo de 2014, cuando Malí perdió 1–2 ante Guinea. Durante este partido, el árbitro francés mantuvo sus tarjetas con él. Sin embargo, le concedió a Guinea un penal que finalmente decidió el partido.

## Partidos internacionales
| Fecha                   | Lugar             | Partido                      | Resultado | Competición                         | Amonestado | Expulsado |
| ----------------------- | ----------------- | ---------------------------- | --------- | ----------------------------------- | ---------- | --------- |
| 24 de mayo de 2014      | Paris, Francia    | Malí – Guinea                | 1 - 2     | Amistoso                            | 0          | 0         |
| 5 de octubre de 2017    | Bakú, Azerbaiyán  | Azerbaiyán – República Checa | 1 - 2     | Clasificación Copa del Mundo 2018   | 3          | 0         |
| 27 de mayo de 2018      | Beauvais, Francia | Camerún – Burkina Faso       | 0 - 1     | Amistoso                            | 2          | 0         |
| 20 de noviembre de 2018 | Pristina, Kosovo  | Kosovo – Azerbaiyán          | 4 - 0     | Liga de Naciones de la UEFA 2018/19 | 4          | 0         |